# Blake Jarwin
Blake Jarwin (Oklahoma City, 16 luglio 1994) è un giocatore di football americano statunitense, tight end free agent.

## Caratteristiche tecniche
È un tight end atletico ed esplosivo, nonostante la stazza muscolare.

## Carriera

### Carriera collegiale
Dopo aver studiato presso la Tuttle High School di Tuttle, Oklahoma, conquistando peraltro l'inclusione nella formazione all-city durante il suo ultimo anno, frequenta la Oklahoma State University-Stillwater, diventando tight end titolare degli Oklahoma State Cowboys per la stagione 2016. Termina la sua esperienza universitaria con un anno d'anticipo, accumulando 41 ricezioni, 616 yard ricevute e 5 touchdown su ricezione.

### Carriera professionistica
Dopo aver mancato la selezione professionistica al Draft NFL 2017, nel maggio 2021 Jarwin si aggrega ai Dallas Cowboys, venendo quindi promosso alla rosa attiva il 26 ottobre successivo. Debutta in NFL il 12 novembre 2017, in occasione della gara persa contro gli Atlanta Falcons (24-7).
Per la stagione 2018 diventa la prima riserva del nuovo tight end titolare Geoff Swaim, soffrendo però la concorrenza di Dalton Schultz. Il 30 dicembre 2018 scende in campo nel match di week 16 vinto contro i New York Giants (35-36), terminandolo con un bottino di 119 yard ricevute, statistica che lo rende il sesto tight end nella storia dell'NFL a completare una gara con oltre 100 yard ricevute; ciò gli vale anche la conquista del premio di miglior giocatore offensivo dell'NFC della settimana.
Per il 2019 è confermato prima riserva, questa volta per Jason Witten. Guadagna il posto da titolare per l'annata successiva, complice l'addio di Witten; nel match di week 1 contro i Los Angeles Rams rimedia tuttavia un infortunio al legamento crociato anteriore che gli fa concludere anzitempo la stagione. Torna ad essere prima riserva nel 2021, per poi essere svincolato nella primavera 2022.